# Houston (Minnesota)
Houston es una ciudad ubicada en el condado de Houston en el estado estadounidense de Minnesota. En el Censo de 2010 tenía una población de 979 habitantes y una densidad poblacional de 400,42 personas por km².

## Geografía
Houston se encuentra ubicada en las coordenadas 43°45′38″N 91°34′14″O / 43.76056, -91.57056. Según la Oficina del Censo de los Estados Unidos, Houston tiene una superficie total de 2.44 km², de la cual 2.4 km² corresponden a tierra firme y (1.91%) 0.05 km² es agua.

## Demografía
Según el censo de 2010, había 979 personas residiendo en Houston. La densidad de población era de 400,42 hab./km². De los 979 habitantes, Houston estaba compuesto por el 99.49% blancos, el 0% eran afroamericanos, el 0.41% eran amerindios, el 0% eran asiáticos, el 0% eran isleños del Pacífico, el 0% eran de otras razas y el 0.1% pertenecían a dos o más razas. Del total de la población el 0.1% eran hispanos o latinos de cualquier raza.